# Paul Verona
Paul Verona (* 27. März 1897 in Herţa; † 15. Januar 1966 in Bukarest) war ein rumänischer Maler.

## Leben
Verona besuchte bis 1914 das Gymnasium in Iaşi und begann dann ein Jurastudium an der juristischen Fakultät der Universität Alexandru Ioan Cuza. Parallel dazu besuchte er die Kunstakademie der Stadt. Aufgrund des Ausbruchs des Ersten Weltkrieges brach er sein Studium 1916 ab und diente als Offizier in der Armee des Königreiches Rumänien. Er wurde mit dem Croix de guerre und dem Militärorden Michael der Tapfere (Ordinul Mihai Viteazul) ausgezeichnet.
Nach dem Krieg widmete er sich ganz der Malerei. Er schrieb sich an der Pariser Académie Julian ein und studierte bis 1921 an der Académie de la Grande Chaumière bei Jean-Paul Laurens. Nach seiner Rückkehr nach Rumänien arbeitete er bis 1925 in den Ateliers seines Onkels Artur Verona in Herţa und Bukarest. Zwischen 1924 und 1948 war er bei zahlreichen Ausstellungen im Salonul Oficial Bucureşti vertreten mit Gemälden wie Biserica din Pilipăuţi, iarna und Flori, O casă din Dalmaţia, Biserică din Cernăuţi, Vânat, Peisaj, Natură moartă und Două vreascuri în codru.
Ab 1925 war Verona auch kulturpolitisch aktiv. Er wurde 1926 Mitglied der von seinem Onkel gegründeten Gesellschaft Tinerimea artistică (Künstlerische Jugend) und war 1930–31 Vorstandsmitglied des Verbandes der Schönen Künste (Sindicatul artelor plastice). Von 1931 bis 1934 leitete er die Gesellschaft der Schönen Künste in der Bukowina (Societate de Arte Plastice din Bucovina).
Gemälde Veronas befinden sich im Besitz der Pinakothek des Städtischen Museums Bukarest (Muzeul Municipiului București) und des Toma-Stelian-Museums (Muzeul Toma Stelian) und wurden bei rumänischen Kunstausstellungen im In- und Ausland gezeigt.